# Groupe de M86
Selon Abraham Mahtessian, le groupe de M86 comprend au moins 22 galaxies situées dans les constellations de la Vierge et de la Chevelure de Bérénice. La distance moyenne entre ce groupe et la Voie lactée est d'environ 14,7 Mpc (∼47,9 millions d'al).
Le groupe de M86 fait partie de l'amas de la Vierge, l'un des amas galactiques du superamas de la Vierge.
La liste de Mahtessian renferme quelques erreurs. Par exemple, la galaxie NGC 4438 forme une paire avec la galaxie NGC 4435 et elle devrait logiquement appartenir au groupe de M60 décrit par Mahtessian et au groupe de M49 décrit par A.M. Garcia. Autre exemple, l'omission de la galaxie IC 3583 qui forme une paire avec M90.
De plus, la liste de Mahtessian renferme d'autres erreurs évidentes. On y retrouve par exemple la galaxie NGC 598 qui est en réalité la galaxie du Triangle (M33) et qui fait partie du Groupe local, de même que la galaxie NGC 784 qui appartient au groupe de NGC 672 et qui est au moins trois fois plus rapprochée de la Voie lactée que les autres galaxies du groupe de M86. De plus, trois des galaxies (1110+2225, 1228+1233 et 1508+3723) mentionnées dans l'article sont introuvables dans les bases de données. La notation employée par Mahtessian est un abrégé de la notation du Catalogue of Galaxies and of Clusters of Galaxies CGCG et la correspondance avec d'autres désignations ne figure malheureusement pas dans l'article. Ainsi, les galaxies 0101+1625 et 1005+1233 sont en réalité CGCG 0101.7+1625 (UGC 685) et CGCG 1005.8+1233 (Leo I ou UGC 5470). Leo I fait partie du Groupe local et UGC 685 est à environ 15 millions d'années-lumière de nous en bordure du groupe local. Ces deux galaxies n'appartiennent manifestement pas au groupe de M86.
Certaines de ces galaxies s'approchent de la Voie lactée ou leur vitesse radiale est trop faible pour que l'on puisse calculer leur distance à partir de la loi loi de Hubble. Heureusement, plusieurs mesures (sauf pour IC 3094 et NGC 4431) ont été réalisées selon des méthodes indépendantes du décalage vers le rouge. La distance moyenne des galaxies du groupe avec suffisamment de mesure non basées sur le décalage est de 14,9 Mpc.

## Membres
Le tableau ci-dessous liste 20 des 22 galaxies du groupe indiquées dans l'article de Mahtessian. La galaxie IC 3583 a été ajouté à la liste de Mahtessian. Les trois dernières galaxies du tableau n'ont pas été identifiées. Les galaxies NGC 598 et NGC 784 n'appartiennent pas à ce groupe et ne figurent pas dans le tableau.
| Nom              | Constellation         | Class.        | Type                     | α (J2000.0)   | δ (J2000.0) | Vitesse radiale (km/s) | m    | D (Mpc)        | Diamètre (kal) |
| ---------------- | --------------------- | ------------- | ------------------------ | ------------- | ----------- | ---------------------- | ---- | -------------- | -------------- |
| M98 (NGC 4192)   | Chevelure de Bérénice | SAB(s)ab      | Spirale intermédiaire    | 12h 13m 48.3s | 14° 54′ 01″ | -142 ± 4               | 10,1 | 14,035 ± 2,926 | 140            |
| NGC 4208         | Chevelure de Bérénice | SAc           | Spirale                  | 12h 15m 39.3s | 13° 54′ 05″ | -88 ± 1                | 11,2 | 18,014 ± 2,616 | 55             |
| NGC 4216         | Vierge                | SAB(s)b?      | Spirale intermédiaire    | 12h 15m 54.4s | 13° 08′ 58″ | 131 ± 4                | 10,0 | 16,194 ± 2,082 | 131            |
| NGC 4396         | Chevelure de Bérénice | Sad?          | Spirale                  | 12h 25m 58.8s | 15° 40′ 17″ | -125 ± 1               | 12,6 | 13,600 ± 1,970 | 45             |
| M86 (NGC 4396)   | Vierge                | E3            | Elliptique               | 12h 26m 11.7s | 12° 56′ 46″ | -223 ± 5               | 8,9  | 16,379 ± 2,549 | 138            |
| NGC 4413         | Vierge                | (R')SB(rs)ab? | Spirale barrée           | 12h 26m 11.7s | 12° 56′ 46″ | 69 ± 1                 | 11,9 | 15,738 ± 1,397 | 36             |
| NGC 4419         | Chevelure de Bérénice | SB(s)a        | Spirale barrée           | 12h 26m 56.4s | 15° 02′ 51″ | -261 ± 5               | 11,2 | 16,095 ± 3,615 | 57             |
| NGC 4438A        | Chevelure de Bérénice | SB(s)a        | Spirale barrée           | 12h 27m 45.6s | 13° 00′ 31″ | 71 ± 3                 | 10,2 | 11,613 ± 3,539 | 107            |
| NGC 4531         | Vierge                | SB0+          | Lenticulaire             | 12h 34m 15.9s | 13° 04′ 31″ | 90 ± 3                 | 11,4 | 15,150 ± 0,071 | 45             |
| NGC 4550         | Vierge                | SB0°?         | Lenticulaire             | 12h 35m 30.6s | 12° 31′ 15″ | 459 ± 5                | 11,7 | 16,099 ± 3,848 | 51             |
| M89 (NGC 4552)   | Vierge                | E1            | Elliptique               | 12h 35m 39.8s | 12° 33′ 32″ | 340 ± 4                | 9,8  | 16,472 ± 3,642 | 82             |
| M90 (NGC 4569)   | Vierge                | SAB(rs)ab     | Spirale intermédiaire    | 12h 36m 49.8s | 13° 09′ 47″ | -235 ± 4               | 9,5  | 12,229 ± 3,161 | 132            |
| IC 3094B         | Chevelure de Bérénice | S             | Spirale                  | 12h 16m 56.0s | 13° 37′ 32″ | -165 ± 4               | 13,7 | 47,200 ± ?     | 39             |
| IC 3258          | Vierge                | IB(s)m pec?   | Irrégulière magellanique | 12h 23m 44.5s | 12° 28′ 42″ | -433 ± 2               | 13,1 | 13,500 ± 3,012 | 24             |
| IC 3476          | Chevelure de Bérénice | IB(s)m?       | Irrégulière magellanique | 12h 32m 41.9s | 14° 03′ 02″ | -159 ± 2               | 12,7 | 13,600 ± 1,206 | 25             |
| IC 3583          | Vierge                | IBm           | Irrégulière magellanique | 12h 36m 43.5s | 13° 15′ 34″ | 1121 ± 7               | 13,3 | 11,057 ± 2,821 | 26             |
| CGCG 1110.?+2225 | Non identifié         |               |                          |               |             |                        |      |                |                |
| CGCG 1128.?+1233 | Non identifié         |               |                          |               |             |                        |      |                |                |
| CGCG 1508.?+6723 | Non identifié         |               |                          |               |             |                        |      |                |                |

- A NGC 4438 forme une paire en interaction avec NGC 4435. Cette paire de galaxie de la chaîne de Markarian porte d'ailleurs le nom des Yeux de Markarian. Puisque NGC 4435 fait partie du groupe de M60 et du groupe de M49, l'appartenance de NGC 4438 au groupe de M86 est très douteuse.
- BDistance très incertaine, appartenance douteuse à ce groupe.
- CN'est pas dans la liste de Mahtessian, mais comme elle forme une paire avec la galaxie M90 qui est dans ce groupe, elle devrait logiquement appartenir à ce groupe.

Le site DeepskyLog permet de trouver aisément les constellations des galaxies mentionnées dans ce tableau ou si elles ne s'y trouvent pas, l'outil du site constellation permet de le faire à l'aide des coordonnées de la galaxie. Sauf indication contraire, les données proviennent du site NASA/IPAC.